# Đường Châu Văn Liêm, Thành phố Hồ Chí Minh

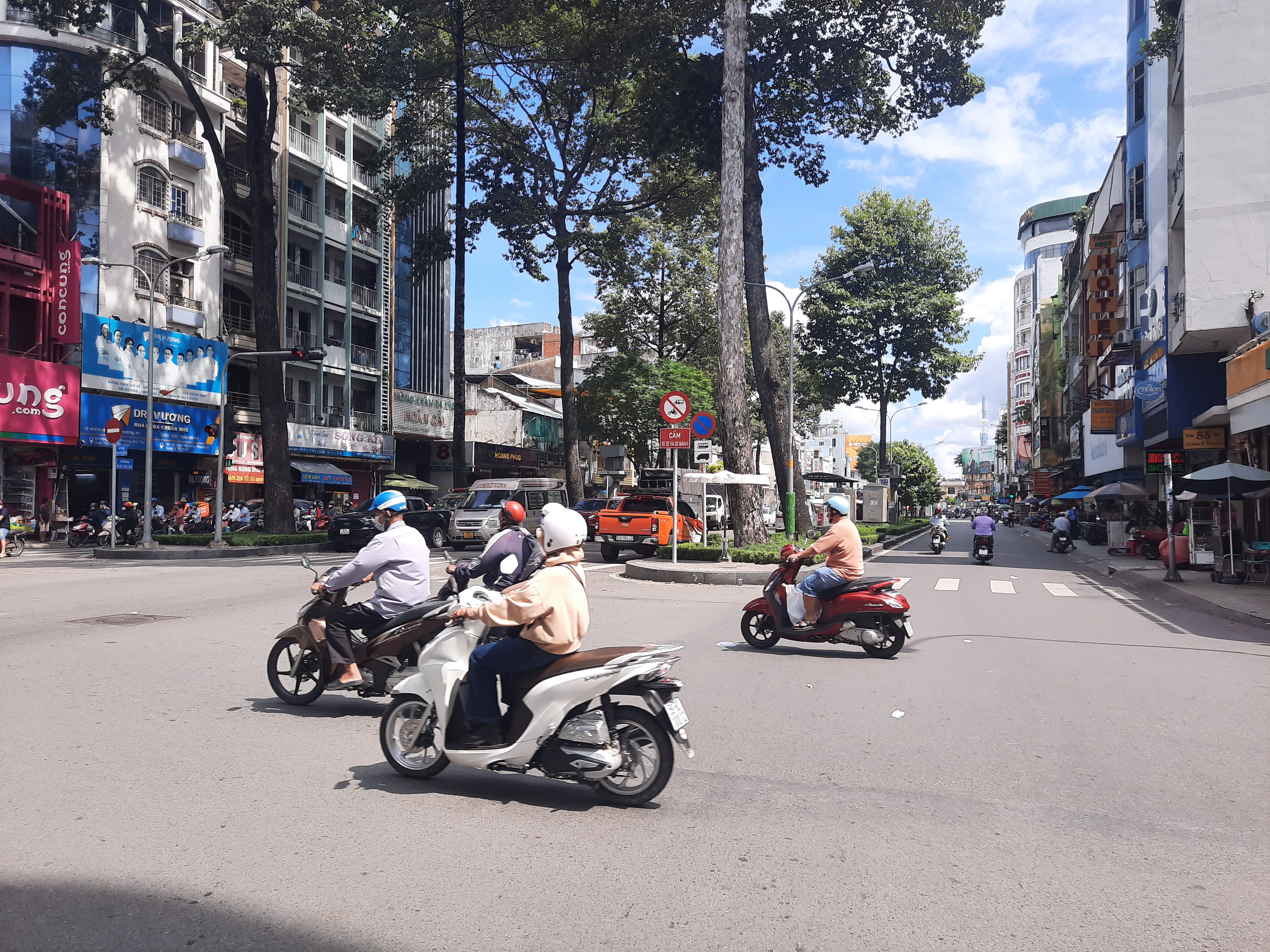
Đường Châu Văn Liêm năm 2022

Đường Châu Văn Liêm là một tuyến đường tại Thành phố Hồ Chí Minh, nối từ đường Hồng Bàng đến đường Hải Thượng Lãn Ông trên địa bàn Quận 5.

## Vị trí
Tuyến đường này bắt đầu từ nút giao với hai con đường Hồng Bàng và Thuận Kiều, cắt qua các con đường Lão Tử, Nguyễn Trãi, Trần Hưng Đạo và kết thúc tại vòng xoay trước Bưu điện Trung tâm Chợ Lớn (Bưu điện Quận 5), nơi giao với các con đường Hải Thượng Lãn Ông, Nguyễn Thi, Mạc Cửu.

## Lịch sử

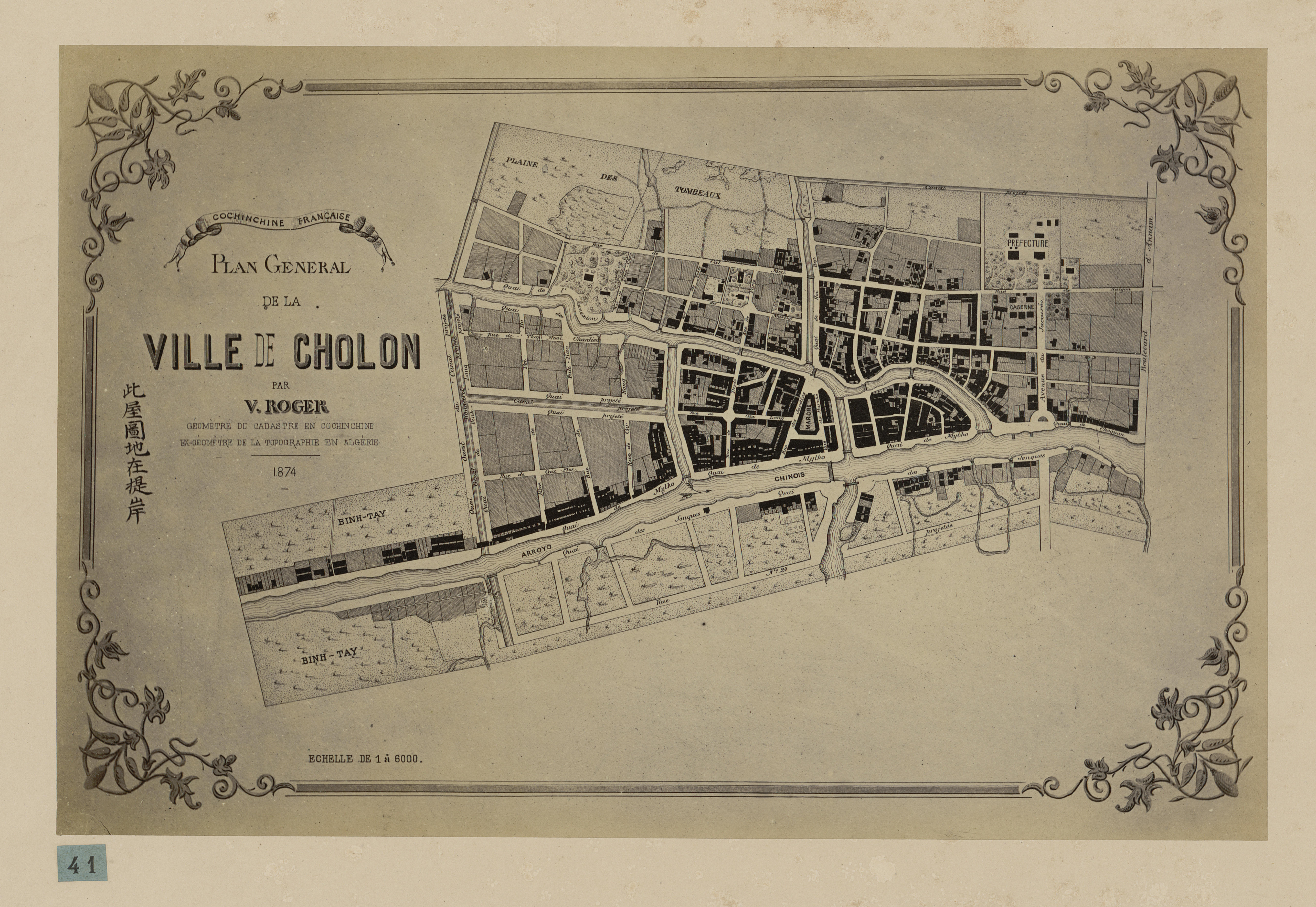
Bản đồ thành phố Chợ Lớn năm 1874 thể hiện vị trí kênh Phố Xếp

Đường này xưa vốn là con kênh với tên gọi kênh Phố Xếp. Kênh này thông ra rạch Chợ Lớn, từ đó có thể vận chuyển hàng hóa ra kênh Tàu Hủ và đi khắp nơi. Theo học giả Vương Hồng Sển, kênh được đào năm 1778, thời điểm người Hoa từ cù lao Phố đến đây lập phố chợ, tại đường Cây Mai có cây cầu bắc qua kênh gọi là "Cầu Phố". Đến thập niên 1910, con kênh này bị lấp và trở thành đại lộ Tổng Đốc Phương, theo tên của Tổng đốc Đỗ Hữu Phương (1841–1914), viên quan trung thành với thực dân Pháp, giúp Pháp đánh dẹp các cuộc khởi nghĩa của nhân dân. Tổng đốc Phương còn được mệnh danh là đệ nhị phú hào Sài Gòn xưa, gia đình ông trước kia có dinh thự ven kênh Phố Xếp.

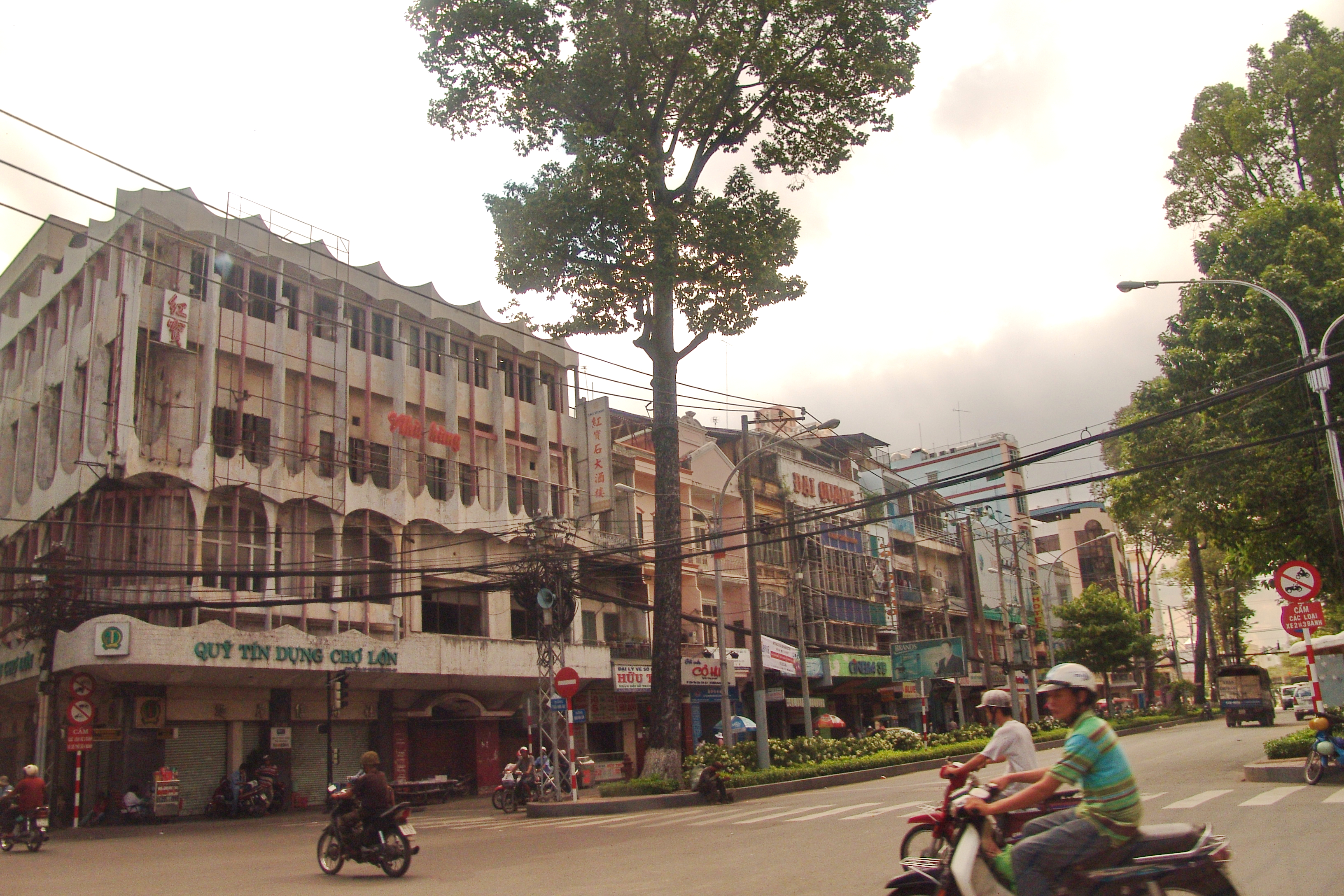
Góc đường Châu Văn Liêm và Trần Hưng Đạo

Năm 1975, chính quyền Cộng hòa Miền Nam Việt Nam đổi tên đại lộ Tổng Đốc Phương thành đường Châu Văn Liêm như hiện nay.
Tại Sài Gòn trước đây có nhiều rạp hát nổi tiếng, là nơi chiếu phim, diễn cải lương, diễn kịch. Trên đường Châu Văn Liêm có ba rạp lớn là Đại Quang, Thủ Đô và Toàn Thắng. Hiện nay chỉ còn rạp Thủ Đô hoạt động tuy nhiên cơ sở vật chất tại đây cũng đã xuống cấp.

## Di tích
Năm 1910, nhà cách mạng Nguyễn Tất Thành đến lưu trú tại căn nhà số 1-2-3 Quai Testard (Bến Testard), Chợ Lớn từ tháng 9 năm 1910 đến tháng 6 năm 1911 (lúc bấy giờ chưa lấp kênh Phố Xếp). Đây là cơ sở của phân cuộc Liên Thành thương quán, tổ chức hoạt động cách mạng đã hỗ trợ tài chính cho Nguyễn Tất Thành trước khi lên tàu sang Pháp. Trong ba căn nhà này có một căn được giữ lại làm di tích lưu niệm Chủ tịch Hồ Chí Minh, nằm tại địa chỉ số 5 đường Châu Văn Liêm hiện nay. Năm 1988, căn nhà được Bộ Văn hóa xếp hạng di tích lịch sử quốc gia.